# ریکاردو ملو
 ریکاردو ملو (انگلیسی: Ricardo Mello؛ زاده ۲۱ دسامبر ۱۹۸۰) یک تنیس‌باز اهل برزیل است.